# 英語人名
英格兰人名，又稱英語姓名、英語名字、英文姓名或英文名字，大多起源及使用于英格兰。在英格兰及英语圈的其他国家，多数情况下，一个完整的名字由名（Given name，通常是教名）和姓（Last name，通常是家族的姓）构成。名可以有多个，他们通常被称作中名（Middle name）。

## 名字
英格兰使用的大多数名并非来源英语本身。大多数传统名字源自古罗马人、圣经人物、基督教聖人、聖徒，如丹尼尔（Daniel），戴维（David），约翰（John），迈克尔（Michael）；希腊人，如尼古拉斯（Nicholas），彼得（Peter），保罗（Paul）；或日耳曼人，如罗伯特（Robert），理查德（Richard），亨利（Henry），威廉（William）等。
只有很少的名有英语的词源，例如阿尔弗雷德（Alfred），埃德加（Edgar），埃德蒙（Edmund），埃德温（Edwin），哈罗德（Harold），奥斯瓦尔德（Oswald）等。盎格魯世界喜好将政治人物的姓作为名，用来表达对其政见的支持。许多名字已因喜好而十分常见，政治成分消失。以上所述者大多是男名，如塞西尔（Cecil）、杰拉尔德（Gerald）、霍华德（Howard）、珀西（Percy）、蒙塔古（Montague）、斯坦利（Stanley）、戈登（Gordon），但也包括一些女名，如塞西莉亚（Cecilia）和杰拉尔丁（Geraldine）。圣人的姓沙勿略（Xavier）经常被罗马天主教徒使用，通常译为泽维尔，但是其他语言中很少有相同的情况。
19世纪最流行的名是玛丽（Mary）、约翰（John）和威廉（William）。纵观古今，名字的变化比较小。例如，1510年于伦敦出生的男孩中，24.4%的名字是John，13.3%的名字是托马斯（Thomas），11.7%叫William。19世纪中叶英格兰人名开始趋于多样，在1900年之前，英国22.9%的新生男孩和16.2%的新生女孩使用了上述最流行的三个名。1994年，数字已经跌到了11%和8.6%。这是因为个人主义兴起，人们有了更多选择。而英国移民潮爆发后，人们也接触到了更多欧洲以外的名字。

## 姓氏
英语的姓源自11世纪。英王亨利八世（1491年－1547年）曾經下令：「婚生子女必須登錄父親的姓氏」。在那之後被英國所殖民過的美國也是如此。1538年，教区登记系统为姓氏体系的稳定作出显著贡献， 但固定的姓氏直到17世纪晚期才传播到了英格兰以外。由于斯堪的纳维亚语支使用者在历史上对英格兰的影响，不少英格兰姓氏源于父名，即在父名后加上后缀“son”，意为某某之子，如约翰逊（Johnson）、罗伯逊（Robertson）、莫里逊（Morrison）等，但都是固定的姓氏，和冰岛人姓名依然沿袭的以父名为姓的习俗不同。
英語姓氏主要來源有以下六種：
1. 按職業：例如Smith（金屬工匠）、Goldsmith（金匠）、Blacksmith（馬蹄鐵匠）、Baker（面包师）、Archer（弓箭手）。
2. 按個人特徵：例如Short（短的，個子矮小）、Brown（棕色，膚色較黑）、Whitehead（白頭，頭髮較白）。
3. 按居家環境地理特徵：例如Hill（住在山中）、Riverside（住在河邊）。
4. 按地名：例如London（倫敦）、Oxford（牛津）、Sheffield（谢菲爾德）、Lincoln（林肯）。
5. 從朋友、自己居住或擁有物業的名稱得來
6. 按父名或父系祖先之名而衍生、或由族群名產生：例如按父名或父系祖先有Richardson、James；按族群名有Macdonald、Forbes等。

在現代的英語，很多英語姓氏原本的意思已經變得模糊不清了。例如姓氏Cooper原本的意思為桶匠。在另一個姓字取得的分類是關於宗教的，這個分類可以被視為其中的六種分類之一，不過這裡姓氏佔少數。這些姓氏有些是與神職有關，例如: Bishop （意為主教）、Priest（意為牧師、神父等）或Abbot（男修道院院長），顯示姓氏擁有者的祖先曾從事以上的職業。
在美國，很多美國非裔人的姓氏都是從奴隸制度中取得的，奴隸隨主人姓。有一些祖先為奴隸的人，例如穆罕默德·阿里及Malcolm X，就改了自己的姓氏。
根据英国国家统计署的统计，90年代英格兰使用频率最高的姓是：
1. Smith（史密斯）
2. Jones（琼斯）
3. Williams（威廉斯）
4. Taylor（泰勒）
5. Brown（布朗）
6. Davies（戴维斯）
7. Evans（埃文斯）
8. Wilson（威尔逊）
9. Thomas（托马斯）
10. Johnson（约翰逊）
11. Roberts（罗伯茨）
12. Robinson（罗宾逊）
13. Thompson（汤普森）
14. Wright（赖特）
15. Walker（沃克）
16. White（怀特）
17. Edwards（爱德华兹）
18. Hughes（休斯）
19. Green（格林）
20. Hall（霍尔）
21. Lewis（刘易斯）
22. Harris（哈里斯）
23. Clarke（克拉克）
24. Patel（帕特尔）
25. Jackson（杰克逊）

### 复姓
英语中由于各种原因可能会出现复姓，如在婚姻中结合配偶的姓氏。在过去，更为常见的是结合自己继承的家庭的姓氏。
复姓通常有两个单词，中间由连字号隔开。例如亨利·赫伯恩-斯科特（Henry Hepburne-Scott）。部分家庭有三至四个姓，例如查尔斯·赫伯恩-斯图尔特-福布斯-特里富西斯（Charles Hepburn-Stuart-Forbes-Trefusis）、亚历山大·查尔斯·罗伯特·文-坦皮斯特-斯图尔特（Alexander Charles Robert Vane-Tempest-Stewart）。然而，不用连字号连接的复姓也很常见，例如前英国保守党领导人乔治·伊恩·鄧肯·史密斯，他的姓是邓肯·史密斯（Duncan Smith）。

### 改姓
女子出嫁後從夫姓是一個歷史悠久的習俗。从1960年代後期至1990年代早期，伴随着女性主義的进展，西方女士結婚後選擇保留其娘家姓氏，或者是用連字號形式顯示其婚後的名稱的占比有輕微上升的趨勢。在美國，少數女士仍保留其娘家姓氏。已婚女性的全名=妻子的名字+妻子的姓氏+丈夫的姓氏，例如希拉里·克林顿的全名：Hilary Rodham Clinton。希拉里在1975年与比尔·克林顿结婚后曾经长期不冠夫姓，直到1983年为丈夫能够再次就任阿肯色州州长而笼络保守派选民冠夫姓。）就算在一些家庭中，妻子保留了娘家的姓氏，但夫婦亦會為其子女給予父姓。在使用英語的國家，在傳統上，已婚女士都會被稱為Mrs. [丈夫的全名]。不過近年來，更多會使用Mrs. [妻子的名字] [丈夫的姓氏]。大體上來說，英美等國家的女性結婚後是否冠夫姓，是可以由女性自行決定的。
在中古時期，當一個低階級家庭的男士要娶高階級家庭中的獨生女，他只好入贅妻家隨妻姓。18至19世紀英國，女方遺產有時會令男士改變姓名。雖說對英語國家男士從妻姓是絕少數，但是有些男士仍然選擇作出此舉，例如加拿大的原住民，更罕有的例子是夫婦選擇全新的姓氏。
作為另外一個選擇，夫婦會採用雙姓。舉例來說，當John Smith（男）跟 Mary Jones（女）結婚時，他們可以被稱為John Smith-Jones及Mary Smith-Jones。但是，有些人認為姓氏用連字號形式會變得過長累贅。妻子亦可以把她的娘家姓作為她的中間名，她可以稱為Mrs. Smith或Mary Jones Smith。越來越多男孩擁有雙姓，例如莫里斯·瓊斯-德魯（Maurice Jones-Drew，前NFL跑衛），麥可·卡特-威廉斯（Michael Carter-Williams，NBA後衛）等人。
在某些國家的管轄權限下，妻子的姓氏會自動轉變為丈夫的姓氏以保其法律上的合法地位。現在女士可以容易地更改她的婚後姓名,而這個改變不再是違憲的了。在某些地方，民事訴訟案及憲法的更改使得男士亦可以容易地更改婚後姓名，例如在英屬哥倫比亞。
曾經在學術期刊發表文章而用婚前姓氏的女士，即使在婚後，她們亦不會從夫姓，以保持其著作對學術界所作出的貢獻。這個慣例在女醫生、女律師事務所及其他專業也很重要。
在過去的世紀，家庭的姓氏都會有一個特意的拼法。但因為識字率低，實際上很多家庭都未必能夠提供一個正確的姓氏拼法。很多時候，抄寫員、文員、部長或政府官員在記錄人名時，都會因應其發音而記下一個他認為可行的姓氏。因此，姓氏的拼法變得更多樣化。而官方記錄的姓氏拼法也漸漸成為各家庭的標準。